# متحف برشلونة للفن المعاصر
متحف برشلونة للفن المعاصر (لغة كتالانية: Museu d'Art Contemporani de Barcelona) هو متحف يقع في دلس بلاسا أنجل، في الرافال، سويتات فيلا، برشلونة في إسبانيا بالقرب من مركز برشلونة للثقافة المعاصرة وهو مخصص بشكل أساسي لعرض الأعمال المنتجة خلال النصف الثاني من القرن العشرين.
افتتح المتحف لعموم الجمهور في 28 نوفمبر 1995. ويديره حاليا منذ 2008 «بارتوميو ماري». ويعد المتحف أحد أهم المتاحف في برشلونة إذ يحتوي على أعمال للعديد من فناني القرن العشرين أمثال الفنان بابلو بيكاسو، كما يقام فيه معارض متنقلة بشكل مستمر، يقع هذا المتحف بين كنيستين عريقتين وأحياء الطبقة المتوسطة في المدينة، ليبدو متباينا بلونه الأبيض وبنائه المعاصر بين المباني الأخرى بالقرب من ساحة كاتالونيا.
يسلط المتحف الضوء على جوانب الحياة المعاصرة واستخدام أساليب التكنولوجيا المختلفة باعتبارها أنواعا جديدة من الفن المعاصر. لذلك فإن غالبية أعمال المتحف هي صور فوتوغرافية أو أفلام وثائقية قصيرة يقدمها مجموعة كبيرة من الفنانين من مختلف دول العالم.

## معرض الصور

صور الشخصيات الرئيسية
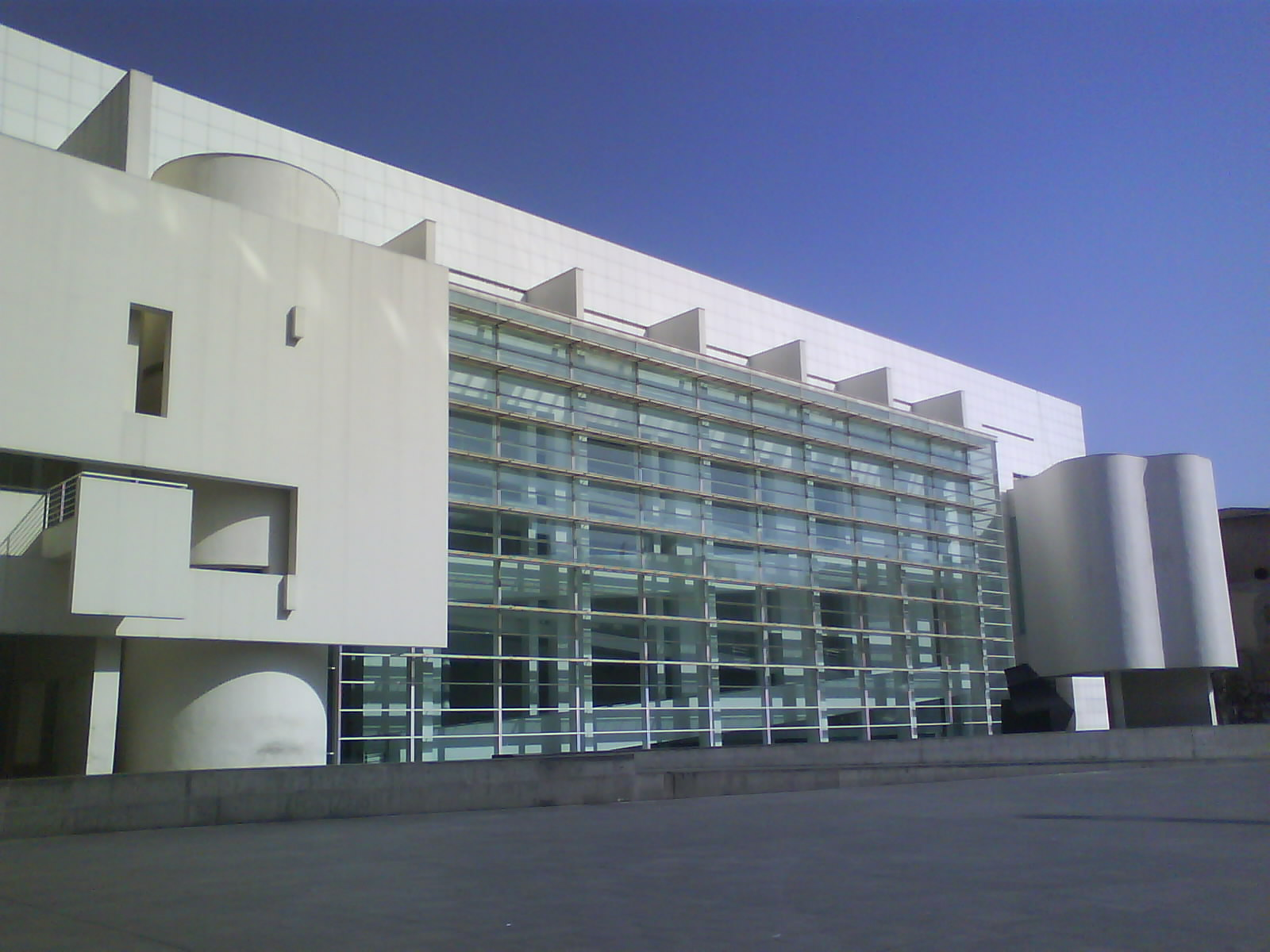
متحف برشلونه للفن المعاصر
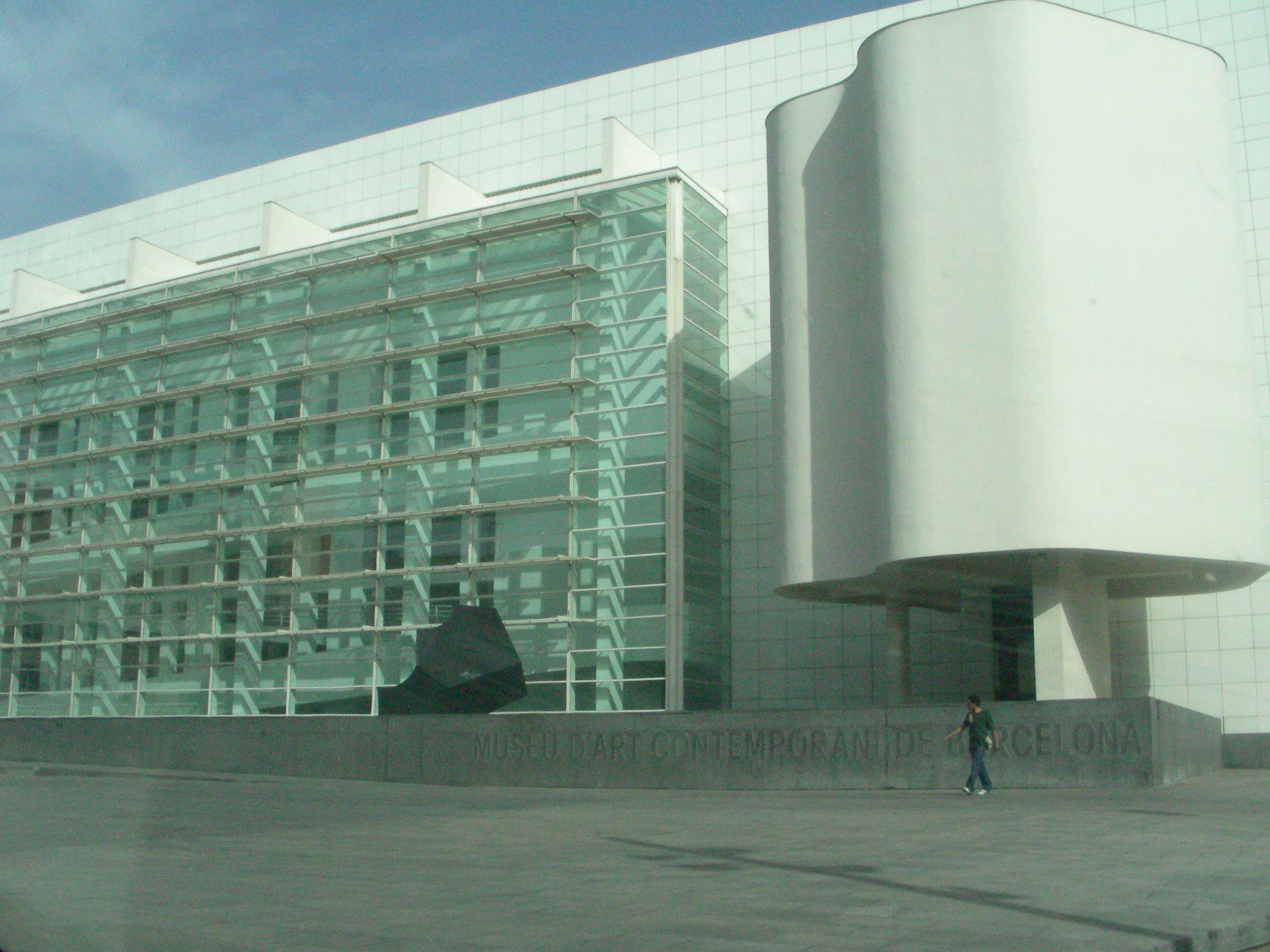
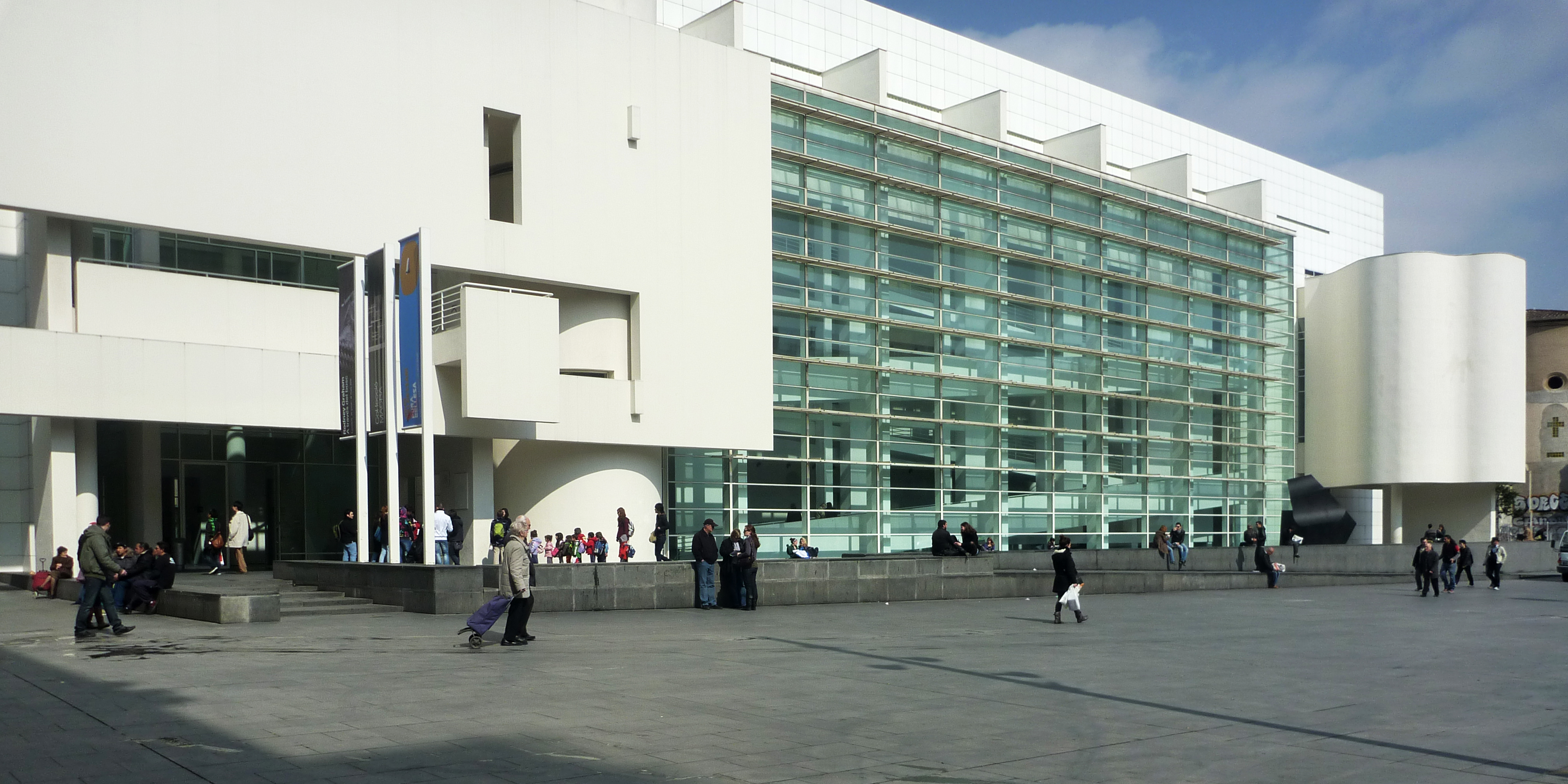